# Миниций Опимиан
Миниций Опимиан (на латински: Minicius Opimianus) е политик и сенатор на Римската империя през 2 век.
През 155 г. той е суфектконсул заедно с Анций Полион.